# Newcombia
Newcombia es un género de molusco gasterópodo de la familia Achatinellidae en el orden de los Stylommatophora.

## Especies
Las especies de este género son:
- Newcombia canaliculata Baldwin, 1905
- Newcombia cumingi Sykes, 1896
- Newcombia lirata Mighels, 1912
- Newcombia perkinsi Sykes, 1896
- Newcombia pfeifferi Newcomb, 1853
- Newcombia philippiana Pfeiffer, 1850
- Newcombia sulcata Pfeiffer, 1857